# White Fang (film, 1936)
Pour les articles homonymes, voir White Fang.
Pour plus de détails, voir Fiche technique et Distribution.
White Fang est un film américain réalisé par David Butler, sorti en 1936. Il s'agit d'une adaptation du roman Croc-Blanc de Jack London.

## Fiche technique
- Titre : White Fang
- Réalisation : David Butler
- Scénario : Gene Fowler, Sam Duncan et Hal Long d'après Croc-Blanc de Jack London
- Direction artistique : William S. Darling
- Photographie : Arthur C. Miller
- Montage : Irene Morra
- Société de production : 20th Century Fox
- Pays d'origine : États-Unis
- Format : Noir et blanc - 1,37:1
- Genre : action
- Date de sortie : 1936

## Distribution
- Michael Whalen : Gordon Weedon Scott
- Jean Muir : Sylvia Burgess
- Slim Summerville : Slats Magee
- Charles Winninger : Doc McFane
- John Carradine : Beauty Smith
- Jane Darwell : Maud Mahoney
- Thomas Beck : Hal Burgess
- Lightning : le chien